# Ilha Puná

Puná é uma ilha do Equador que faz parte da província de Guayas. Tem 919 km² de área e situa-se no Golfo de Guayaquil, aproximadamente na interseção do meridiano 80 W e paralelo 3 S, frente à formação do delta do Estero Salado e do rio Guayas. É a terceira maior ilha do Equador depois da Ilha Isabela e da Ilha de Santa Cruz.
Originou-se por acumulações de materiais recentes sobre um núcleo anterior formado por rochas vulcânicas. Situada na mesma zona do golfo, entre a "punta del Morro" e a costa da província de El Oro, está separada de terra firme pelo canal de Jambelí, a sudeste, e pelo mais estreito canal del Morro, a noroeste. O clima é tropical seco, por influência da corrente de Humboldt. A localidade mais importante é Puná, localizada no nordeste da ilha. A pesca é um dos principais recursos.